# 8043 Fukuhara
8043 Fukuhara è un asteroide della fascia principale. Scoperto nel 1994, presenta un'orbita caratterizzata da un semiasse maggiore pari a 2,3343359 UA e da un'eccentricità di 0,0960173, inclinata di 8,44416° rispetto all'eclittica.